# Misskey
Misskey (en japonès ミスキー, o romanitzat com a Misuki) és un servei de xarxes socials federada de codi obert creat el 2014 per l'enginyer de programari japonès Eiji "syuilo" Shinoda. Misskey utilitza el protocol ActivityPub per a la federació, que permet als usuaris interactuar entre instàncies de Misskey independents i altres plataformes compatibles amb ActivityPub. En general, es considera que Misskey forma part del Fedivers.
Tot i ser un servei descentralitzat, Misskey no s'oposa filosòficament a la centralització. El nom de Misskey prové de la lletra de Brain Diver, una cançó de la cantant japonesa May'n .

## Història
Misskey va ser desenvolupat inicialment com un fòrum d'Internet a l'estil BBS per l'estudiant de secundària Eiji Shinoda el 2014. Després d'introduir una funció de línia de temps, Misskey va guanyar popularitat com a plataforma de microblogging tal com és avui.
El 2018, Misskey va afegir suport per al protocol ActivityPub, convertint-se en una plataforma de xarxes socials federada.
El servidor emblemàtic de Misskey, Misskey.io, es va iniciar el 15 d'abril de 2019.
Misskey, juntament amb Mastodon i Bluesky, ha rebut atenció com a possible substitut de Twitter després de l'adquisició de Twitter per Elon Musk el 2022.
El 8 d'abril de 2023, Misskey.io es va incorporar com a MisskeyHQ KK. I el febrer de 2024, es van registrar més de 450.000 usuaris, cosa que la converteix en la instància més gran de Misskey. Misskey.io està finançat per crowdfunding, i té d'administrador l'administrador de sistemes japonès Yoshiki Eto, que opera sota l'àlies Murakami-san. Eiji Shinoda és el director.
Els registres en Misskey.io, servidor més gran de Misskey, estan deshabilitats temporalment per a gent fora del Japó, a causa de problemes del Reglament General de Protecció de Dades. Si s'intenta registrar-se des de la UE obtindrà un error, i el registre no es completarà. Haurà d'usar una altra instància, si vol seguir a persones que es troben en Misskey.io.

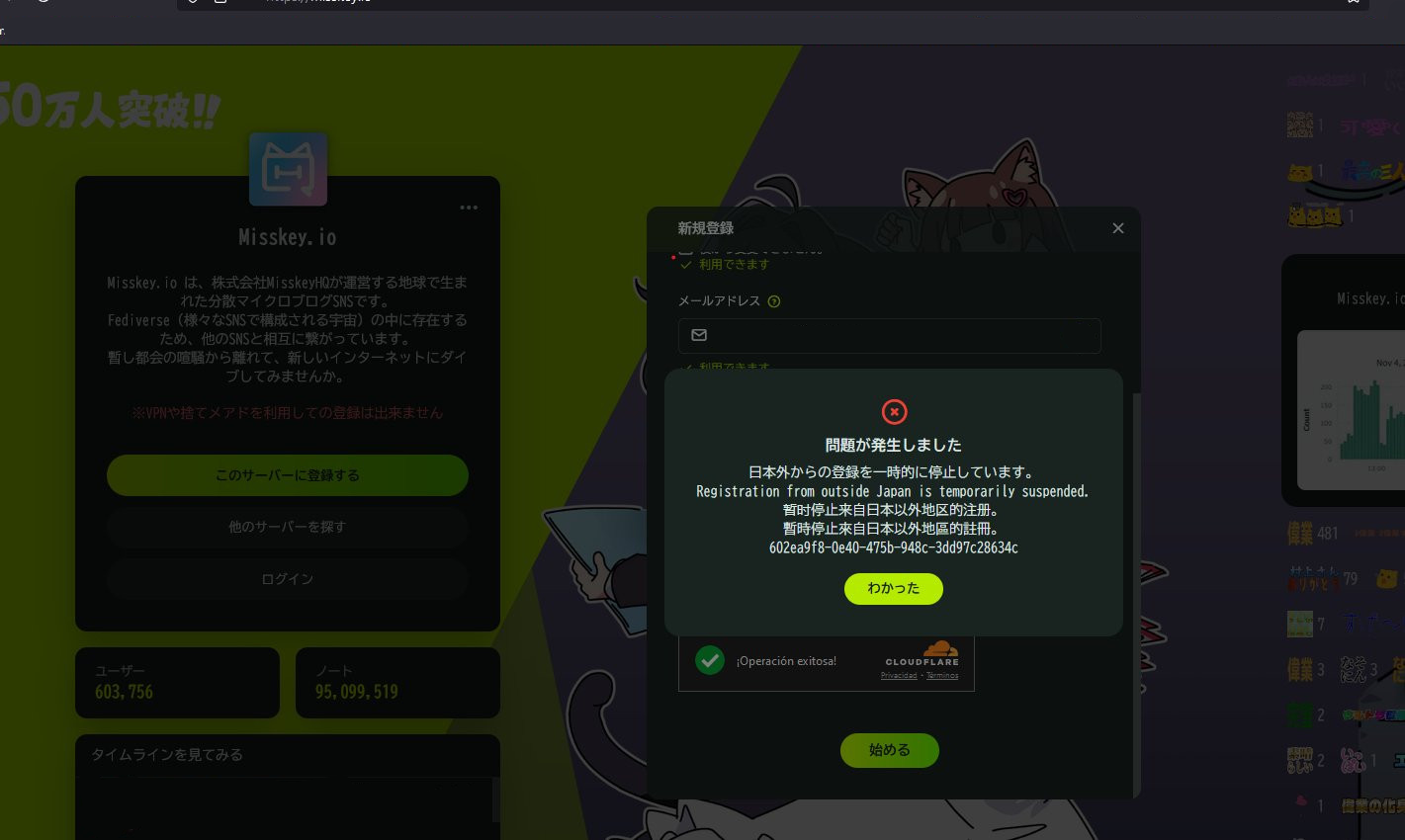
Error que ocorre si s'intenta registrar-se en misskey.io des de la unió europea

El juliol de 2023, Twitter va introduir restriccions extremes a la seva API per combatre el raspatge dels robots que capturaven dades de la web. Alguns usuaris es van mostrar crítics amb els canvis i, com a resultat, van migrar a altres xarxes socials. El nombre d'usuaris registrats a Misskey.io, la instància oficial de Misskey i la més gran, va augmentar ràpidament, i altres instàncies de Misskey també van rebre un augment de les inscripcions. En resposta a aquesta tendència, Skeb, una plataforma per compartir art, va anunciar el 14 de juliol de 2023 que patrocinaria l'equip de desenvolupament de Misskey.
A principis del 2024, Misskey va ser l'objectiu d'un atac de correu brossa del Japó. Es creu que la causa de l'atac fou una disputa entre grups rivals en un fòrum de pirates informàtics japonès i un atac DDoS a un bot de Discord. En l'atac es van utilitzar instàncies de Mastodon amb registre obert.

## Desenvolupament
Misskey és programari de codi obert i té llicència sota AGPLv3 . L'API de Misskey està disponible públicament i es documenta mitjançant l'Especificació OpenAPI, que permet als usuaris crear comptes automatitzats i utilitzar-lo en qualsevol instància de Misskey. El servei es tradueix amb la plataforma web Crowdin.
Misskey es desenvolupa amb Node.js. TypeScript s'utilitza tant al frontend com al backend. PostgreSQL s'utilitza com a base de dades. Vue.js s'utilitza per a la interfície.

## Funcionalitat
Les publicacions a Misskey s'anomenen "notes". Les notes estan limitades a un màxim de 3.000 caràcters (un límit que es pot personalitzar per instàncies) i poden anar acompanyades de qualsevol fitxer, inclosos enquestes, imatges, vídeos i àudio. Les notes es poden tornar a publicar, siguin soles o amb una altra nota de "citació".
Misskey inclou diverses línies de temps per ordenar les notes que una instància té disponible i es mostren en ordre cronològic invers. La línia de temps d'inici mostra les notes dels usuaris que seguiu, la línia de temps local mostra totes les notes de la instància en ús, la línia de temps social mostra la línia de temps d'inici i local i la línia de temps global mostra totes les notes públiques que la instància coneix.
Les notes tenen una configuració de privadesa personalitzable per controlar què poden veure els usuaris una nota, de manera similar als intervals de visibilitat de publicacions de Mastodon. Les notes públiques es mostren a totes les línies de temps, mentre que les notes d'inici només es mostren a la línia de temps d'inici d'un usuari. Les notes també es poden configurar perquè estiguin disponibles només per als seguidors. Els missatges directes amb notes es poden enviar als usuaris.

## Bifurcacions del projecte
La naturalesa de codi obert de Misskey ha portat al desenvolupament d'una sèrie de bifurcacions⁣:
- Firefish (abans Calckey) ha estat desenvolupat per ThatOneCalculator des del 2022. Firefish inclou una compatibilitat millorada amb l'API Mastodon.[20] El desenvolupament posterior del projecte s'interrompí a causa de la manca de mantenidors i problemes de qualitat del codi, així com per la sobtada desaparició de ThatOneCalculator.[21]
- Foundkey va ser desenvolupat principalment per Johann155, un col·laborador de Misskey. La bifurcació es va iniciar com a resultat de diverses barreres lingüístiques pel que fa al desenvolupament de Misskey, com a resultat d'una gran quantitat que es feia exclusivament en japonès. Actualment, el desenvolupament està en pausa i s'ha recomanat no utilitzar Foundkey amb més de 20 usuaris.[22]
- Iceshmp, bifurcat de Firefish el 2023. El projecte està actualment en procés de reescriure en C# i NET.[23]
- Sharkey, desenvolupat per Transfem.org. Les característiques principals inclouen l'edició de notes, notes només locals i la compatibilitat amb l'API Mastodon.[24]